# Krigsåret 1814

## Pågående krig
- 1812 års krig (1812-1815)[1]
  - USA på ena sidan
  - Storbritannien på andra sidan

- Napoleonkrigen (1803-1815)[1]
  - Frankrike på ena sidan
  - Ryssland, Österrike, Storbritannien, Preussen, Sverige med flera på andra sidan.

- Sydamerikanska självständighetskrigen (1808-1829)
  - Spanien på ena sidan.
  - Sydamerikaner på andra sidan.

## Händelser

### Januari
- 14 - Sverige får Norge av Danmark i freden i Kiel.

### Mars
- 21 - Österrike segrar över Napoleon i slaget vid Arcis-sur-Aube.
- 30 - De allierade intar Paris.

### April
- 6 - Napoleon abdicerar och tvingas i exil till Elba.

### Juli
- 26 - Karl XIII drar ut på fälttåget mot Norge.

### Augusti
- 14 - Stortinget och Karl XIII sluter konventionen i Moss.

### Fotnoter
1. 1 2  ”World Statesmen”. http://www.worldstatesmen.org/WARS.html. Läst 28 juni 2011.